# جینجیانگ
جینجیانگ (به لاتین: Jinjiang, Fujian) یک county-level city در جمهوری خلق چین است که در کوانژو واقع شده‌است.

## خصوصیات
جینجیانگ ۷۲۱٫۷ کیلومترمربع مساحت و ۱٬۹۸۶٬۴۴۷ نفر جمعیت دارد.

## نگارخانه

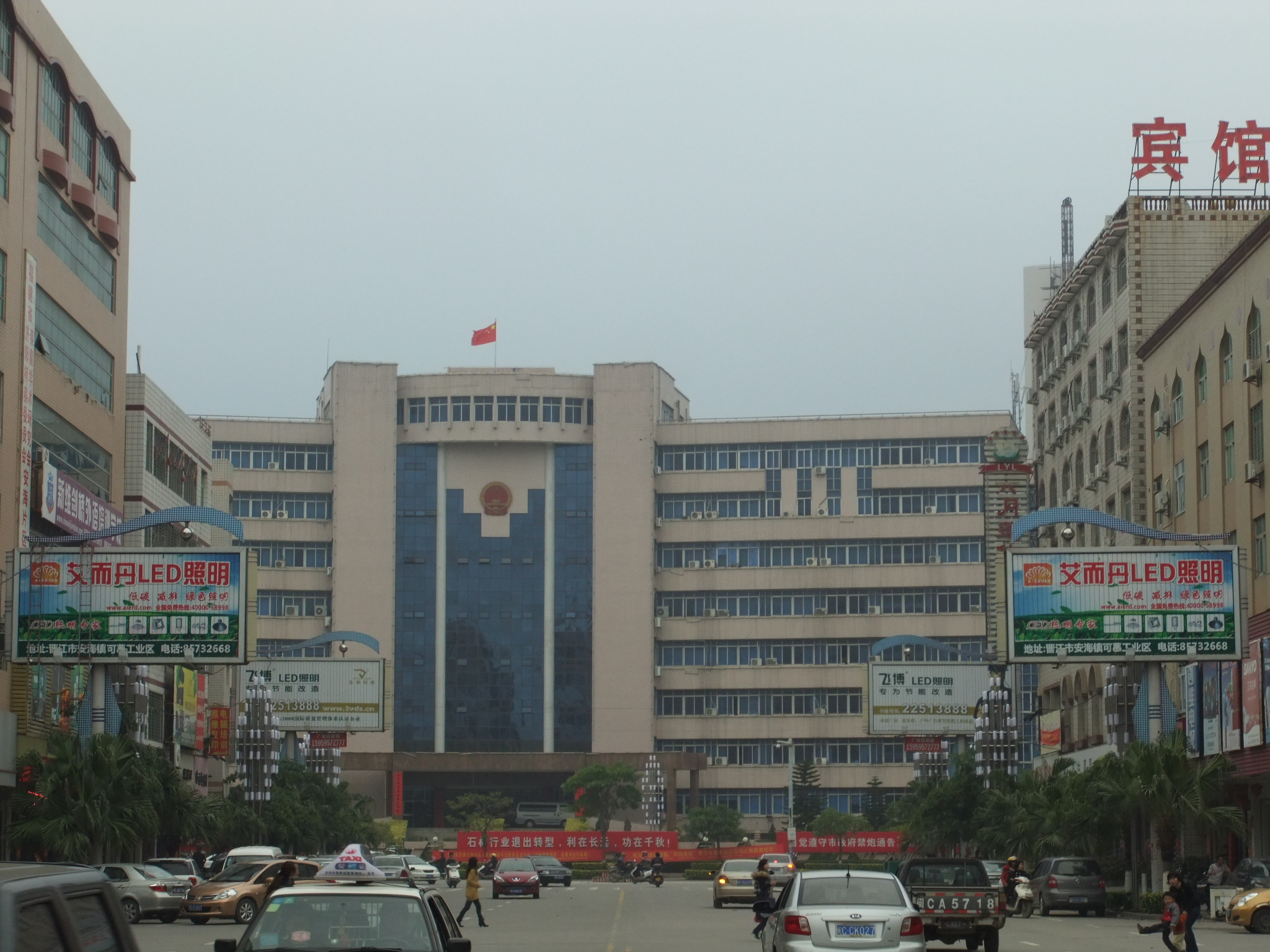
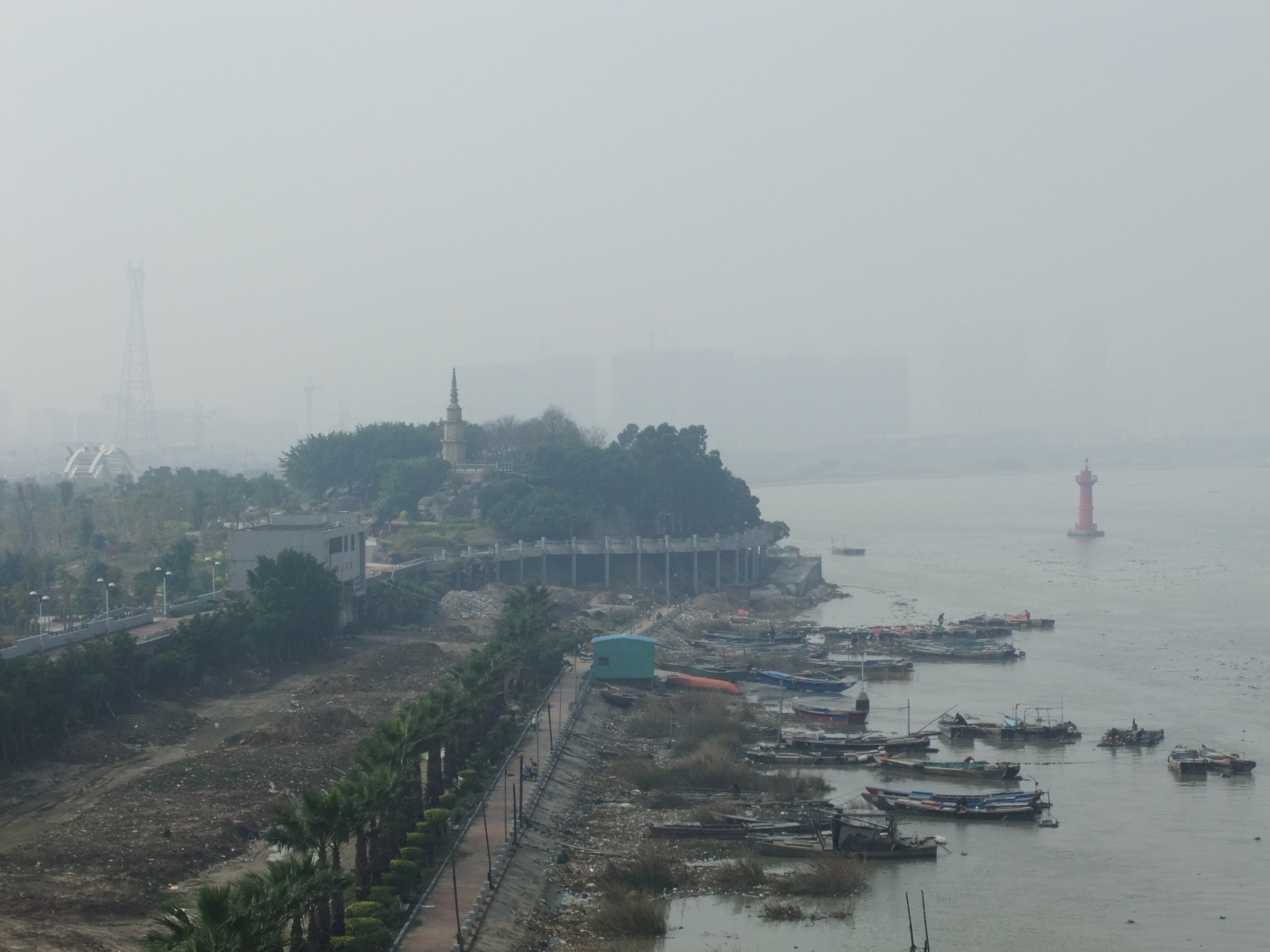